# José Lázaro Robles
José Lázaro Robles, bekend onder zijn spelersnaam Pinga (São Paulo, 11 februari 1924 – Campinas, 8 mei 1996) was een Braziliaans voetballer.

## Biografie
Pinga begon zijn carrière bij Portuguesa, dat in die tijd een van de sterkste elftallen uit de clubgeschiedenis had met spelers als Djalma Santos, Brandãozinho, Simão en Julinho Botelho. In 1952 won de club het prestigieuze Torneio Rio-São Paulo. Hierna schakelde hij over naar Vasco da Gama uit de toenmalige hoofdstad Rio de Janeiro en zou daar 8 jaar voor spelen. Hiermee won hij ook het Torneio Rio-São Paulo, twee keer het Campeonato Carioca en in 1957 het Tournoi de Paris. Hij was ook vijf seizoenen topschutter van de club. Vanaf de jaren zestig ging het fors achteruit met zijn carrière. In het seizoen 1961 scoorde hij slechts één keer. Hij beëindigde zijn carrière bij Juventus.
Hij speelde ook voor het nationale elftal. In 1952 won hij met de Seleção het Pan-Amerikaans voetbalkampioenschap 1952. Een jaar later speelde hij op het Zuid-Amerikaanse kampioenschap, waar hij twee keer scoorde in de 8-1 overwinning op Bolivia. Een jaar later stond hij ook op het WK 1954. Hier scoorde hij in de openingswedstrijd de 3-0 en 4-0 tegen Mexico.